# Talgo AVRIL
Talgo Avril — швидкісний потяг, що виготовляє Talgo. Абревіатура означає «Alta Velocidad Rueda Independiente Ligero» (приблизно перекладається як «Легке високошвидкісне незалежне колесо»). 

## Дизайн
Поїзд розрахований на максимальну швидкість 380 км/год. 

Має передні та задні моторні вагони з обладнанням під підлогою/над дахом та 8 вагонів-причепів між моторними вагонами, що забезпечить загальну місткість сидінь, порівнянну з електропоїздом, а не потягом, який тягне локомотив. 

Причепи мають незвичайно коротку довжину 13 м. 

Інші деталі:
- Ширина поїзда становитиме 3,2 м, що дозволить розмістити сидіння 3x2 та  до 600 пасажирів.
- Плануються версії для фіксованої колії (1435 мм, 1520 мм або 1668 мм) і змінної колії[en].
- Тягова система буде сумісна з чотирма напругами — 25 кВ/50 Гц; 15 кВ/16,7 Гц; 3 кВ постійного струму; 1,5 кВ постійного струму.

## Історія
«Talgo» представив концепцію «Avril» на ярмарку InnoTrans у Берліні у вересні 2010 року. 

Після кількох років розробки та тестування перше замовлення на поїзди «Avril» було розміщено у листопаді 2016 року, коли іспанський оператор Renfe Operadora підписав контракт на суму 786,5 мільйонів євро. 
15 комплектів поїздів і 30 років технічного обслуговування. 

У травні 2017 року «Renfe Operadora» замовила ще 15 потягів, а введення «Avril» в експлуатацію очікується у 2020 році 
.
Відкладено на березень 2024 року 
.
У 2023 році французький оператор Le Train підписав контракт на 300 мільйонів євро на 10 комплектів поїздів і 30 років обслуговування. 

З 21 травня 2024 року Renfe має нові рейси AVE до іспанських регіонів Астурія та Галісія, які обслуговувують потяги Talgo Avril зі змінною колією під назвою S-106. 
Ці послуги AVE замінюють маршрути Alvia Мадрид-Чамартін – Хіхон і Кастельон-де-ла-Плана/Вінарос — Хіхон через Ов’єдо в Астурії, а також маршрути Alvia Мадрид — Ла-Корунья та Мадрид — Віго через Сантьяго-де-Компостела, Вілагарсія-де-Ароуса та Понтеведра в Галісії. 

Крім того, Talgo Avril замінить поїзди Renfe Class 102 на маршрутах Avlo Мадрид — Барселона, Мадрид — Валенсія, Мадрид — Аліканте та Мурсія — Мадрид — Вальядолід. 

Поїзд Talgo Avril досяг максимальної швидкості 360 км/год на високошвидкісній лінії Оренсе-Сантьяго-де-Компостела на іберійській колії в рамках тестування на омологацію. 

## Галерея

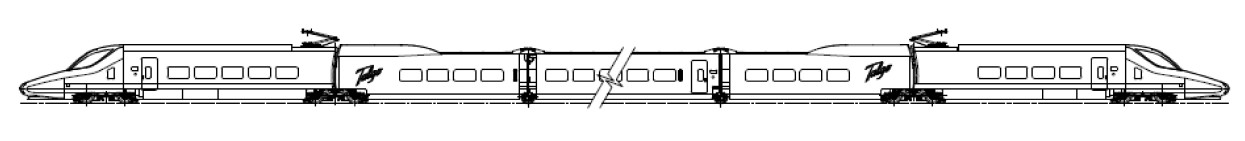
Діаграма Talgo avril
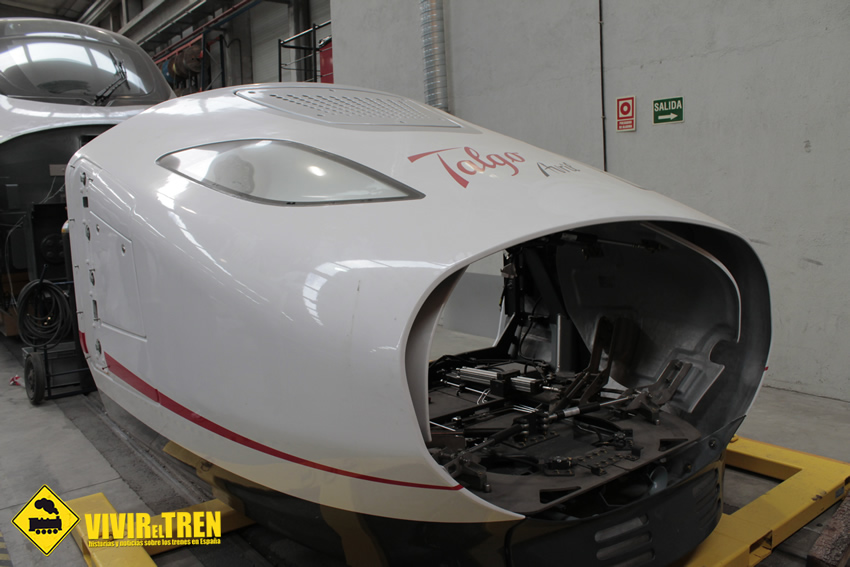
Зчеплення Avril